# 威尔逊·W·怀亚特
威尔逊·沃特金斯·怀亚特（Wilson Watkins Wyatt，1905年11月21日—1996年6月11日），美国政治人物。1941年至1945年，曾任肯塔基州路易斯维尔市市长。1959年到1963年，担任第43届肯塔基州副州长。他是一名美国民主党人。

## 早期生涯
怀亚特出生于路易斯维尔，并进入路易斯维尔大学、路易斯维尔大学法学院。1927年，他获得律师资格。在开始政治生涯之前，他担任《路易斯维尔信使报》、以及其他宾厄姆家族控制的媒体公司的顾问。
1941年，怀亚特当选路易斯维尔市长，开始了政治生涯。刚刚就任不久，美国即因珍珠港事件，卷入了第二次世界大战。怀亚特随后将国防的优先级提高，并发起了路易斯维尔的规划和分区委员会。
在芝加哥举行的1944年民主党全国代表大会上，怀亚特呼吁安抚美国参议员阿尔本·W·巴克利的情绪，因为他此前被安排为美国总统富兰克林·D·罗斯福举行演讲。巴克利起初表示，既然罗斯福总统为取悦哈利·杜鲁门，已经拒绝推荐他担任美国副总统，那他就不必再为罗斯福进行演讲了。怀亚特来到巴克利的酒店房间，告诉他虽然已无现实其他选择，但仍应如期进行演讲，否则他会被视为一位被宠坏的失败者。罗斯福的前邮政大臣詹姆斯·A·法利，也是巴克利的故交，同意怀亚特的建议，并坚持巴克利的演讲会给罗斯福的执政有很大助力。

## 政治生涯
在怀亚特的路易斯维尔市长任期结束后，杜鲁门总统（在1948年邀请巴克利担任他的副总统选择），任命怀亚特担任内阁级的美国战争动员办公室的住房稽查员。
在埃莉诺·罗斯福、小阿瑟·施莱辛格、休伯特·汉弗莱等人支持下，怀亚特在成立“美国民主行动”这一利益集团中，扮演了重要领导角色。1947年，他也当选首位美国民主行动主席。
1952年，怀亚特担任阿德莱·史蒂文森的竞选经理，并在1956年史蒂文森的总统竞选中，发挥了突出作用。然而两次竞选均不敌德怀特·D·艾森豪威尔。1959年，怀亚特计划竞选肯塔基州州长。但最终他决定与伯特·T·库姆斯搭档，改为竞选副州长，并获得最高票。库姆斯和怀亚特两人均当选，并从1959年到1963年分别担任正副州长。库姆斯在任期间，创造了肯塔基州经济发展委员会，并委任怀亚特为主席。
1962年，怀亚特代表民主党竞选美国参议院席位，但却在选举中不敌温和派共和党的候选人多来·B·莫顿。1963年，肯尼迪总统任命怀亚特作为特使，抵达印度尼西亚处理海外关系，当时印尼总统苏加诺威胁将外国石油公司国有化。怀亚特成功完成任务，并促使苏加诺没有接管印尼石油行业的外资部分，避免了1938年曾发生于墨西哥的问题重现。

## 返回法律事务
1963年，在完成副州长任期后，怀亚特返回到他曾在1940年代和人合伙创建的律所。该律所最初被称为怀亚特-格拉夫顿&格拉夫顿公司，后因怀亚特成为副州长，公司改变了合伙。科尼利厄斯·格拉夫顿（绰号“芯片”，也是著名神秘小说家苏·格拉夫顿父亲）和怀亚特·格拉夫顿成立了这家公司。科尼利厄斯·格拉夫顿将业务主要面向市政债券发行者的代表。怀亚特的副州长地位，显然与这个律师事务所的利益冲突。因此，科尼利厄斯·格拉夫顿离开了律所，之后合伙人几经变换。怀亚特律所最终改名为“怀亚特、格拉夫顿和斯洛斯”律所，其中罗伯特·L·斯洛斯的名字也被纳入。
在完成州长任期之后，库姆斯被任命为联邦上诉法院的一位法官。他随后辞职，并在1971年寻求连任州长，但他在民主党初选中，不敌前执行秘书温德尔·H·福特。库姆斯随后重操法律旧业，并与布利特，道森和塔兰特合伙，更名为“塔兰特、库姆斯和布利特律所”。在1980年代早期，在怀亚特的退休后，戈登·戴维森，即怀亚特律所的管理合伙人，着手和库姆斯商量，将这两家律所合并，形成了肯塔基州最大的律师事务所——“怀亚特、塔兰特&库姆斯律所”。
副总统休伯特·汉弗莱邀请怀亚特出山，他在1968年民主党全国大会上扮演重要的角色，并再次抵达芝加哥。怀亚特，曾在二十四年早安抚的阿尔本·巴克利的挫伤之情，再次在党代会上，制定出新的党内共识，以摆脱越南战争所带来的停滞不前。
在他生命的其余时间中，怀亚特活跃于肯塔基州的法律和公共事务。他和他的妻子安妮·怀亚特，捐赠了500000美元给杰斐逊县的公立学校，作为高中辩论队员的奖学金；并将另一份500000美元资金，捐给路易斯维尔大学法学院，因为他曾担任学校的受托人。1995年，路易斯维尔大学法学院以怀亚特命名，以纪念他的付出。他曾任一届贝拉明大学的董事会主席职位；怀亚特将一笔相当大数额的基金捐赠给此校，以支持一系列学术讲座。
1996年，怀亚特去世，葬于路易斯维尔洞山公墓。

## 延伸阅读
- Pearce, John Ed. . University Press of Kentucky. 1987. ISBN 0-8131-1613-9.
- Wyatt, Sr., Wilson W. . University Press of Kentucky. 1985. ISBN 0-8131-1537-X.

| 官衔                      | 官衔                                           | 官衔                         |
| ------------------------- | ---------------------------------------------- | ---------------------------- |
| 前任： 哈利·李·沃特菲尔德 | 肯塔基州副州长 1959年1月1日 – 1963年1月1日     | 繼任： 哈利·李·沃特菲尔德    |
| 前任： 约瑟夫·D·舒尔茨    | 路易斯维尔市市长 1941年12月1日 – 1945年12月1日 | 繼任： 爱德华·兰德·泰勒      |
| 非組織職務                |                                                |                              |
| 前任者： 威廉·W·斯克兰顿  | 美国全国市政同盟主席 1972年12月 – 1975年11月   | 繼任者： 卡尔·H·普福尔茨海姆 |